# お祈り大明神 祭
お祈り大明神　祭（おいのりだいみょうじん　まつり）とはセガ（後のセガ・インタラクティブ）が開発した純和風をモチーフにしたマスメダルプッシャーゲームで、お祈り大明神の続編。10ステーションで最大20人同時プレーが可能となっている。

## 遊び方
メダルを投入し、風車チャッカーにメダルが入ることでスロットが回転する。抽選の結果によってさまざまなイベントが発生する。
222　444　666　888
当たりでメダル皿にメダル50枚払い出す。確変は終了する。
111　999
当たりでメダル皿にメダル50枚払い出し、確変が発生する。
333　555　777
当たりでメダル皿にメダル50枚払い出し、確変が発生する。画面左上の3、5、7のいずれかが点灯する。3、5、7が全て点灯すると大当たりでにメダル皿にプールされたメダルを払い出し、その直後にメダル皿にメダルを払い出す。
中央に「占」（小当たり）
点取り占いを始め、出た点数（1～10）に応じて出た点数分点取りゲージが増えて点数分メダルを払い出す。50点以上に達すると点取りボーナスでメダル皿にプールされたメダルを払い出し、その直後にメダル皿にメダルを払い出す。（画面左上の3、5、7が全て点灯したと同様）
ヒモフリリーチ
今作から登場したもので、3種類存在する。射的リーチは当たり目を狙いチャンスは1回に限られる。くじ引きリーチは3つのくじ（1つは当たり目）をよく見て覚え、シャッフルして3つの紐を選んでどれかを当てる。ダーツリーチは的に当たりゾーンにダーツが刺されば当たりとなる。
保留について
保留は最大10までストックすることができる。10個目は必ず青玉より当たりやすい赤玉で点灯する。10個点灯でさらにメダルを入れると星が出ることがあり、その抽選は必ず当たる。111～999の当たりを含め、「占」が出ることがあるが、ジャックポットリーチの可能性もある。今作は初級設定と上級設定に分けられ、初級設定では赤玉を10個にしても虹玉保留は出ない。上級設定のみ赤玉10個で虹玉保留で必ずジャックポットリーチが発生する。

### ジャックポットリーチ（けんかみこし）
左右に祭シンボルが2つそろうとジャックポットリーチが発生する。画面上側にジャックポット獲得枚数が表示されており、チャレンジ前に大提灯にメダルが（3～108枚）蓄積され、イベント中に「勝負　始め！！」の合図があったら鈴紐を左右に振って相手のみこしを倒す。 敵のみこしを全部倒せばJACKPOTが発生し、最大2000枚以上のメダルが払い出される。ジャックポットが払い出されると初期値の500枚に戻る。

### ひもふりちゃんす
ゲーム中に突然発生するボーナスゲームイベント。合図が合ったら鈴紐をテンポよく振り、ライバルと競争して1位になった席のみ20～300枚のメダルを払いだされる。

### おみくじカメレース
ゲーム中に突然発生するボーナスゲームイベント。メダルを使った競争をし、30秒内にメダルを入れまくってチャッカーを狙って（最大4つまで）出た目に応じて亀が進む。大吉だと長くすすみ、吉だと少し進み、凶だと亀が倒れ、保留がなくなる。いちばん早くゴールまで亀を進めるとイベント中に入れたメダルの枚数とボーナスメダルを獲得することができる。優勝しなくてもイベント中に入れたメダルの枚数分を払い出す。